# Schuster 1
Schuster 1 – słaba gromada gwiazd znajdująca się w kierunku konstelacji Żagla. Została odkryta około 1982 roku przez Schustera oraz potwierdzona w 1998 roku przez B. Alessiego na zdjęciach z przeglądu nieba Digital Sky Survey II.
Natura gromady Schuster 1 pozostaje w dalszym ciągu nieznana, nie wiadomo więc czy jest to gromada otwarta, czy kulista.